# فهرست زبان‌های برنامه‌نویسی بر پایه نوع
در زیر فهرست زبان‌های برنامه‌نویسی بر پایه نوع آمده‌است:

## زبان‌های آرایه‌ای
زبان‌های برنامه‌نویسی آرایه‌ای (همچنین به عنوان برداری «Vector» یا چند بعدی «Multidimensional» شناخته می‌شود) تعمیم دهنده عملیاتی بر روی متغیرها به منظور واضح شدن بردارها، ماتریس‌ها و نوع داده‌ای آرایه است.
- آ پلاس
- ایدا
- آنالیتیکا
- ای‌پی‌ال
- چَپل
- فورترن
- فری‌مت
- گاوس
- جی
- جولیا
- کا
- متلب
- آکتیو
- کیو
- آر
- اس
- اس
- سکوئنس ال
- اکس ۱۰
- زی‌پی‌ال
- آی‌دی‌ال
- ولفرام

## زبان‌های اسمبلی
زبان‌های اسمبلی به‌طور مستقیم به یک زبان ماشین مرتبط می‌شوند و در نتیجه کمک می‌کنند تا دستورالعمل کدهای ماشین در یک حالت قابل مفهوم برای انسان ظاهر می‌شود. زبان‌های اسمبلی به برنامه‌نویسان اجازه می‌دهد تا اسمبلرها به جای آدرس‌دهی مطلق (Absolute) از آدرس‌دهی نمادین (Symboilc) استفاده کنند. همچنین بیشتر اسمبلرها از ماکروها و ثَبات‌ها پشتیبانی می‌کنند.

## زبان‌های نوشتاری
- Bigwig (زبان طراحی و توسعه وب)
- پایلوت
- توتر
- لازو

## زبان‌های تابعی
- JavaScript